# Tadeusz Baranowski (biochemik)
Tadeusz Baranowski (ur. 13 września 1910 we Lwowie, zm. 23 marca 1993 we Wrocławiu) – polski chemik i biochemik, specjalista biochemii stosowanej, enzymologii i biochemii białek i cukrów; uczeń Jakuba Parnasa. Profesor nauk chemicznych (1950).

## Życiorys
| 1935–1937: pracownik naukowy Uniwersytetu Stefana Batorego w Wilnie 1938: docent chemii fizjologicznej Uniwersytetu Jana Kazimierza 1940–1941: prof. chemii fizjologicznej Inst. Medycznego we Lwowie 1942–1944: prof. Staatliche Medizinische und Naturwissenschaftliche Fachkurse 1950–1981: prof. Akademii Medycznej we Wrocławiu 1955–1970: prof. biochemii Instytut Immunologii i Terapii Doświadczalnej PAN |

Syn Tadeusza. W 1933 ukończył studia na Wydziale Lekarskim Uniwersytetu Jana Kazimierza we Lwowie, a następnie pozostał na uczelni, gdzie pod kierunkiem prof. Jakuba Parnasa prowadził badania z dziedziny biochemii m.in. nad amoniogenezą. W latach 1935–1937 pracował jako pracownik naukowy Uniwersytetu Stefana Batorego w Wilnie, następnie do wybuchu II wojny światowej Uniwersytetu Jana Kazimierza we Lwowie. 20 kwietnia 1939 uzyskał habilitację na WL UJK. W 1939 roku, równocześnie z Maksem Perutzem, prowadził krystalizację białek i planował ich badania rentgenograficzne, co nie nastąpiło z powodu wybuchu wojny.
W okresie radzieckiej okupacji kierował katedrą chemii fizjologicznej w lwowskim Instytucie Medycznym, a podczas okupacji niemieckiej Staatliche Medizinische und Naturwissenschaftliche Fachkurse.
Po wyzwoleniu Polski przeniósł się do Wrocławia, w 1947 izolował i opisał dehydrogenazę fosfoglicerolową, zwaną „enzymem Baranowskiego”. Do 1950 roku był kierownikiem katedry chemii fizjologicznej Uniwersytetu Wrocławskiego, a następnie przez 20 lat Akademii Medycznej we Wrocławiu. W latach 1965–1968 pełnił także funkcję rektora tej uczelni. W latach 50. był inicjatorem uruchomienia w Polsce przemysłowej produkcji preparatów ACTH. Od 1970 roku był przez następne 10 lat dyrektorem Instytutu Biochemii i Biofizyki, a przez następny rok Instytutu Fizjologii i Biochemii. Od 1954 był członkiem korespondentem Polskiej Akademii Nauk, w latach 1965–1974 członkiem prezydium, a od 1969 członkiem rzeczywistym.
Zmarł we Wrocławiu, pochowany na cmentarzu komunalnym we Wrocławiu-Pawłowicach (pole 5-16-249).

## Najważniejsze publikacje
- Badania nad przenoszeniem grup fosforanowych przez enzymy mięśniowe (1938)
- Chemia fizjologiczna (1951)

## Ordery i odznaczenia
- Order Sztandaru Pracy I klasy
- Krzyż Komandorski Orderu Odrodzenia Polski
- Krzyż Kawalerski Orderu Odrodzenia Polski (13 lipca 1954)[9]
- Złoty Krzyż Zasługi (22 lipca 1951)[10]
- Medal 30-lecia Polski Ludowej
- Medal 10-lecia Polski Ludowej
- Odznaka tytułu honorowego „Zasłużony Nauczyciel PRL”
- Odznaka „Za wzorową pracę w służbie zdrowia”
- Złota Odznaka „Zasłużony dla Dolnego Śląska”
- Odznaka Budowniczego Wrocławia

## Nagrody
- Nagroda Państwowa II stopnia za prace nad krystalizacją białek oraz nad wyosobnieniem hormonu kortikotropowego (1952)[11]

## Upamiętnienie
Od 2014 roku jest patronem ulicy na wrocławskim Oporowie.